# Grégory Solari
Grégory Solary, né en 1965, est un éditeur et théologien suisse. 

## Biographie
Né en 1965, il grandit à Genève dans une famille protestante, qu'il décrit comme « joyeuse et anarchiste ». Il se convertit au catholicisme en 1987. 
En 1993, il reprend les éditions Ad Solem et les installe à Fribourg au lieu de Genève. Il y publie notamment les œuvres de John Henry Newman ainsi que des cahiers d'étude sur l'œuvre de Tolkien. 
Les éditions sont reprises en 2015 par le groupe Artège, et Grégory Solari en reste le directeur. 
Il soutient une thèse en philosophie sur John Henry Newman, intitulée Le Cogito newmanien. Essai sur la Preuve du théisme de John Henry Newman, sous la direction d'Emmanuel Falque.
À la suite de la publication du motu proprio Traditionis custodes, il estime que le « rite tridentin est devenu une impasse » et estimation qu'il va « sans doute y avoir un phénomène d’émigration en direction de la Fraternité Saint Pie X » et que les fraternités sacerdotales traditionalistes disparaîtront à terme. Il estime également qu'il est « prioritaire » que le rite tridentin adopte le nouveau lectionnaire
Il est formateur au Centre catholique romand de formations en Église, enseigne à la faculté de théologie de l'université de Fribourg, et rédige des articles dans Communio.
Il est ordonné diacre permanent pour le diocèse de Lausanne, Genève et Fribourg par Charles Morerod le 29 juin 2025 dans l'église Saint-François-de-Sales de Genève,,.

## Publications
- Le temps decouvert : Développement et durée chez Newman et Bergson, Cerf, 5 mai 2014, 203 p. (ISBN 9782204100847)
- Signes de vie, Salvator, novembre 2015, 126 p. (ISBN 9782706713439)
- John Henry Newman : L'argument de la sainteté, Ad Solem, coll. « Spiritualite », 30 octobre 2019, 78 p. (ISBN 9782372981132)
- Le Cogito newmanien, Hermann, coll. « De Visu », 14 avril 2021, 194 p. (ISBN 9791037008244)
- Figures de l'Eglise, Ad Solem, coll. « Theologie », 21 mai 2025, 112 p. (ISBN 9782372981392)